# Patrick Mtiliga
Patrick Jan Mtiliga (nascut el 28 de gener de 1981) és un exfutbolista professional danès que jugava com a defensa. Actualment és el director esportiu del B.93 danès. Com a futbolista va ser internacional amb Dinamarca.

## Carrera esportiva
Nascut a Copenhaguen, Mtiliga va començar a jugar a futbol al club Copenhaguen Boldklubben 1893 (B 93) com a juvenil. Va jugar inicialment com a davanter o migcampista ofensiu. Va debutar amb la selecció danesa sub-17 a l'agost de 1997 jugant un total de 28 partits i marcant quatre gols. Va fer el seu debut al primer equip del B 93 a la Superlliga danesa en la temporada 1998-99. Després de 13 partits de lliga amb el club, es va traslladar a l'estranger per jugar al club neerlandès Feyenoord de Rotterdam a l'Eredivisie l'estiu de 1999.
Inicialment va ser cedit a l'Excelsior Rotterdam, en aquells dies un equip satèl·lit del Feyenoord, equip de la part baixa de la lliga Eerste Divisie per un període indefinit de temps. Va jugar un total de 4 temporades i mitja a l'Excelsior, contribuint a l'ascens a l'Eredivisie en la temporada 2001-02, tot i que van descendir de nou en la temporada següent. La temporada 2003-04, ja titular indiscutible, hi va jugar 23 partits. A mitjans de la temporada, va tornar al Feyenoord, on va acabar la temporada jugant 11 partits en l'Eredivisie.
A l'any següent, la seva carrera amb el Feyenoord es va aturar. En la seva primera temporada completa al club, només va jugar onze partits de lliga. La temporada 2005-06, Mtiliga va patir una greu lesió. L'agost de 2006, va fitxar pel NAC Breda. Va signar un contracte d'un any, amb una opció de dos anys addicionals si tant ell com el club arribaven a un acord.
El 27 de juny de 2009 va signar un contracte de 2 + 1 anys amb el Màlaga CF.
El 24 de gener de 2010 va patir una fractura dels cartílags del nas que li va produir el davanter portuguès del Reial Madrid Cristiano Ronaldo.
El 30 de juny de 2011 es va oficialitzar la fi del contracte amb el Màlaga CF i fitxa pel FC Nordsjælland de Dinamarca.